# Коссакі-Борове
Коссакі-Борове (пол. Kossaki Borowe) — село в Польщі, у гміні Колаки-Косьцельні Замбровського повіту Підляського воєводства.
Населення — 134 особи (2011).
У 1975-1998 роках село належало до Ломжинського воєводства.

## Демографія
Демографічна структура станом на 31 березня 2011 року:
|          | Загалом | Допрацездатний вік | Працездатний вік | Постпрацездатний вік |
| -------- | ------- | ------------------ | ---------------- | -------------------- |
| Чоловіки | 67      | 16                 | 39               | 12                   |
| Жінки    | 67      | 19                 | 33               | 15                   |
| Разом    | 134     | 35                 | 72               | 27                   |